# Александър Гречанинов
Алекса́ндър Ти́хонович Гречани́нов (на руски: Александр Тихонович Гречанинов) е руски композитор от периода на романтизма.

## Биография
Роден е на 13 октомври 1864 г. в Калуга в религиозно семейство на дребен търговец. Постъпва в Московската консерватория, а през 1890 г. се прехвърля в Санкт-Петербургската консерватория, която завършва три години по-късно. Възхищава се от Чайковски. Ученик е на Сергей Танеев и Николай Римски-Корсаков, който му оказва голяма подкрепа.
Гречанинов се завръща в Москва през 1896 г., вече придобил известност, и в този град започва периодът на най-активната му творческа, педагогическа и обществена дейност. Работи в музикална школа, ръководи детски хор, от 1903 г. е заместник-председател на Музикално-етнографската комисия към Московския университет, обработва редица руски, белоруски, башкирски и други народни песни. От 1910 г. участва в концерти, акомпанирайки на певци, изпълняващи негови романси.
Посреща с възторг Февруарската революция в Русия от 1917 г. и дори написва химн за нея. Още в края на същата година обаче вижда резултатите: „Дойде студ, глад и почти пълно изчезване на духовния живот“. Въпреки това остава в Русия, създава духовна музика („Литургия Доместика“, 1917 г.), преподава, изнася концерти-лекции, занимава се с детско хорово пеене, изучава и обработва народни песни. Концертира като диригент и пианист.
През 1925 година напуска Русия. До 1939 г. живее в Париж, а след началото на Втората световна война, вече на 75-годишна възраст, се премества в Съединените щати. Установява се в Ню Йорк. През 1946 г. получава американско гражданство и остава в Щатите до края на живота си. В Ню Йорк твори в различни музикални жанрове – оперна, симфонична, камерно-вокална, духовна музика. Дава частни уроци, изнася концерти.
Умира през 1956 г. в Ню Йорк.

## Творчество
Творчеството на Александър Гречанинов е голямо – около 1000 произведения, в това число 6 опери, детски балет, 5 симфонии, 4 струнни квартета, повече от 100 романса, музика към театрални спектакли, многобройни вокални и инструментални съчинения, включително прекрасни произведения за деца и др., както и на духовна музика. Свързано е свързано с традицията на руската музика. Сред оперите му са „Добрыня Никитич“ (1903), „Сестра Беатриса“ (1912), „Женитьба“ (1950) и др., детските опери „Ёлочкин сон“ (1911), „Теремок“ (1921), Обработва народни песни.
От творчеството на Гречанинов в днешно време е най-голяма популярността на духовната му музика. „Литургия Доместика“ и „Страстната седмица“ се приемат като връх в неговото творчество.
Първият запис в света на Литургия Доместика оп. 79 е в изпълнение на световноизвестния български оперен певец Борис Христов, а в изпълнението ѝ за пръв път е включен оркестър, макар и малък. Участва Българската хорова капела „Светослав Обретенов“ и камерен състав на Симфоничния оркестър на Българското радио, диригент е Георги Робев. Част от „Литургия Доместика“ е известната „Сугуба ектения“ за бас соло и хор, записана и от Фьодор Шаляпин.